# 旧民事书记处

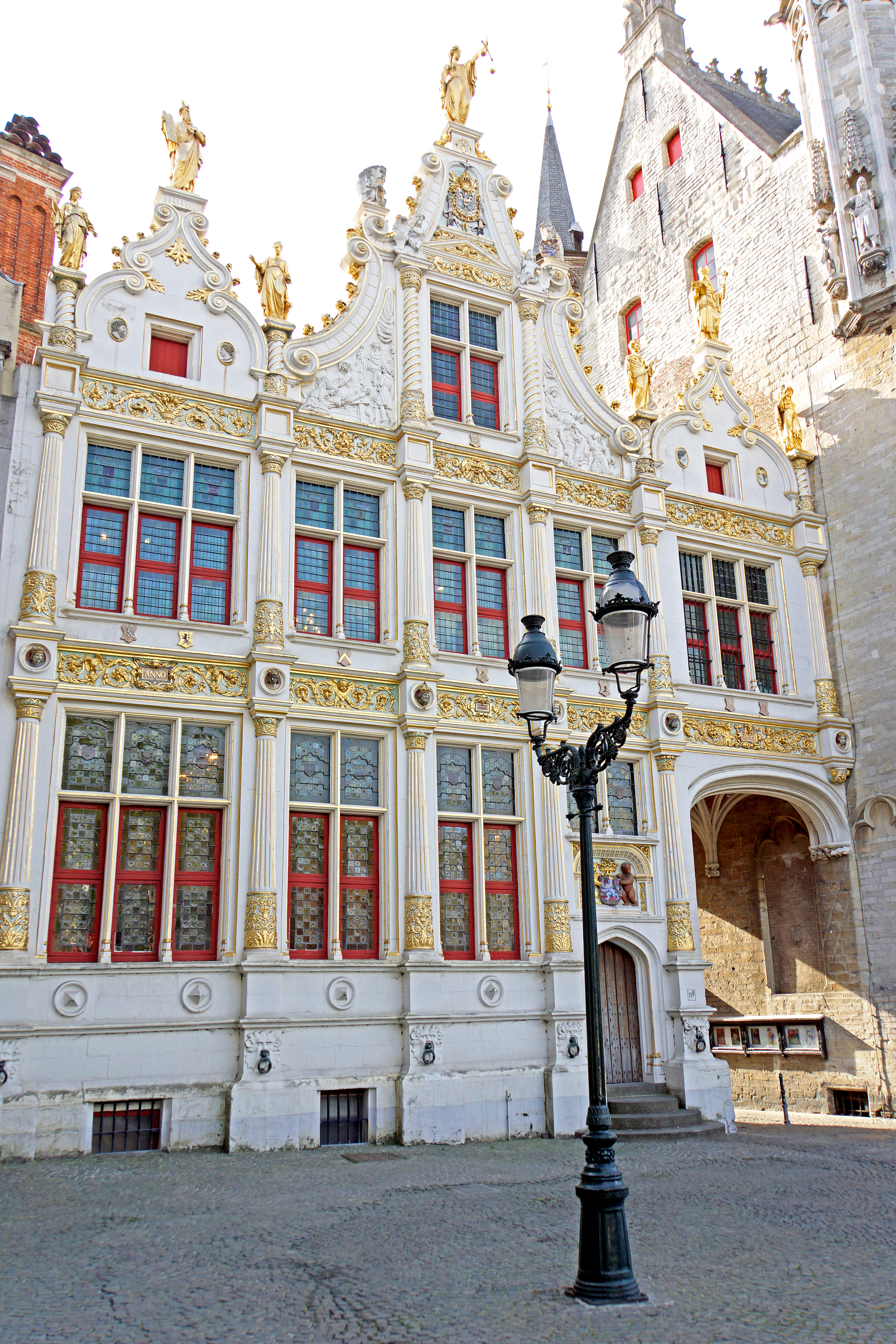
旧民事登记处

旧民事登记处（荷兰语：Oude Civiele Griffie）是佛兰德最古老的文艺复兴建筑之一，位于布鲁日的城堡广场 ，介于布鲁日市政厅与原自由布鲁日领主住宅（Landhuus van ’t Brugse Vrije）之间。今天，布鲁日市议会仍在使用。

## 历史
民事登记处建筑于1537年完工，民事书记官驻扎此处，是最重要的城市官员之一。立面完全由天然石材制作，并拥有丰富的雕刻装饰。青铜雕像可追溯到1883年，是布鲁日雕塑家亨德里克·皮克里的作品。
这栋楼已经修复了三次。第一次修复是在1877年至1881年之间，当时城市建筑师路易斯·德拉森塞里通过更新和添加雕刻、装饰，来恢复其16世纪的原始光彩。1980年，立面进行硬化和清洁。1993年至1996年进行了研究，随后于2001年进行了第三次修复，试图恢复建筑原有的美丽色彩。
该建筑自1942年以来一直是保护遗产，2009年9月列为建筑遗产。